# 317917 Jodelle
317917 Jodelle este o planetă minoră (asteroid) din centura de asteroizi. A fost descoperită pe 21 octombrie 2003 la Saint-Sulpice de Observatoire de Saint-Sulpice⁠(d). 
Obiectul prezintă o orbită caracterizată de o semiaxă mare de 3,1306329450968 UAi, o excentricitate de 0,16, o înclinație de 4,7 ° în raport cu ecliptica.